# سانت جونز (أريزونا)
إحدى مدن ولاية أريزونا وعاصمة مقاطة اباتشي

## المناخ
يظهر الجدول التالي التغييرات المناخية على مدار السنة لسانت جونز:
| البيانات المناخية لـسانت جونز       | البيانات المناخية لـسانت جونز | البيانات المناخية لـسانت جونز | البيانات المناخية لـسانت جونز | البيانات المناخية لـسانت جونز | البيانات المناخية لـسانت جونز | البيانات المناخية لـسانت جونز | البيانات المناخية لـسانت جونز | البيانات المناخية لـسانت جونز | البيانات المناخية لـسانت جونز | البيانات المناخية لـسانت جونز | البيانات المناخية لـسانت جونز | البيانات المناخية لـسانت جونز | البيانات المناخية لـسانت جونز |
| الشهر                               | يناير                         | فبراير                        | مارس                          | أبريل                         | مايو                          | يونيو                         | يوليو                         | أغسطس                         | سبتمبر                        | أكتوبر                        | نوفمبر                        | ديسمبر                        | المعدل السنوي                 |
| ----------------------------------- | ----------------------------- | ----------------------------- | ----------------------------- | ----------------------------- | ----------------------------- | ----------------------------- | ----------------------------- | ----------------------------- | ----------------------------- | ----------------------------- | ----------------------------- | ----------------------------- | ----------------------------- |
| الدرجة القصوى °ف (°م)               | 73 (23)                       | 90 (32)                       | 85 (29)                       | 95 (35)                       | 99 (37)                       | 103 (39)                      | 104 (40)                      | 104 (40)                      | 99 (37)                       | 92 (33)                       | 82 (28)                       | 78 (26)                       | 104 (40)                      |
| متوسط درجة الحرارة الكبرى °ف (°م)   | 48.7 (9.3)                    | 55.0 (12.8)                   | 61.3 (16.3)                   | 69.6 (20.9)                   | 78.2 (25.7)                   | 87.9 (31.1)                   | 89.5 (31.9)                   | 86.9 (30.5)                   | 81.7 (27.6)                   | 71.3 (21.8)                   | 58.4 (14.7)                   | 48.9 (9.4)                    | 69.8 (21.0)                   |
| المتوسط اليومي °ف (°م)              | 34.1 (1.2)                    | 39.1 (3.9)                    | 45.2 (7.3)                    | 51.8 (11.0)                   | 60.5 (15.8)                   | 69.6 (20.9)                   | 73.8 (23.2)                   | 71.7 (22.1)                   | 65.6 (18.7)                   | 54.5 (12.5)                   | 42.3 (5.7)                    | 34.0 (1.1)                    | 53.5 (11.9)                   |
| متوسط درجة الحرارة الصغرى °ف (°م)   | 19.5 (−6.9)                   | 23.1 (−4.9)                   | 29.0 (−1.7)                   | 33.9 (1.1)                    | 42.8 (6.0)                    | 51.2 (10.7)                   | 58.1 (14.5)                   | 56.4 (13.6)                   | 49.5 (9.7)                    | 37.6 (3.1)                    | 26.2 (−3.2)                   | 19.1 (−7.2)                   | 37.2 (2.9)                    |
| أدنى درجة حرارة °ف (°م)             | −29 (−34)                     | −13 (−25)                     | −7 (−22)                      | 7 (−14)                       | 21 (−6)                       | 25 (−4)                       | 38 (3)                        | 38 (3)                        | 23 (−5)                       | 13 (−11)                      | −21 (−29)                     | −25 (−32)                     | −29 (−34)                     |
| الهطول إنش (مم)                     | 0.75 (19)                     | 0.56 (14)                     | 0.76 (19)                     | 0.45 (11)                     | 0.46 (12)                     | 0.49 (12)                     | 1.72 (44)                     | 2.33 (59)                     | 1.42 (36)                     | 1.17 (30)                     | 0.66 (17)                     | 0.70 (18)                     | 11.47 (291)                   |
| متوسط تساقط الثلوج إنش (سم)         | 4.1 (10)                      | 1.9 (4.8)                     | 2.6 (6.6)                     | 1.1 (2.8)                     | 0 (0)                         | 0 (0)                         | 0 (0)                         | 0 (0)                         | 0 (0)                         | 0.3 (0.76)                    | 1.6 (4.1)                     | 3.4 (8.6)                     | 15 (37.66)                    |
| متوسط أيام هطول الأمطار (≥ 0.01 in) | 3.6                           | 3.6                           | 4.0                           | 2.5                           | 2.6                           | 2.7                           | 7.7                           | 8.8                           | 5.4                           | 4.1                           | 2.8                           | 3.3                           | 51.1                          |
| متوسط الأيام المثلجة (≥ 0.1 in)     | 1.1                           | 0.8                           | 1.0                           | 0.4                           | 0                             | 0                             | 0                             | 0                             | 0                             | 0.1                           | 0.6                           | 1.1                           | 5.1                           |
| المصدر: NOAA                        |                               |                               |                               |                               |                               |                               |                               |                               |                               |                               |                               |                               |                               |

## أعلام
- ريكس إي. لي
- ماركوس بيل
- ستيوارت يودال